# Eduard Rittinghaus (Kupferstecher)

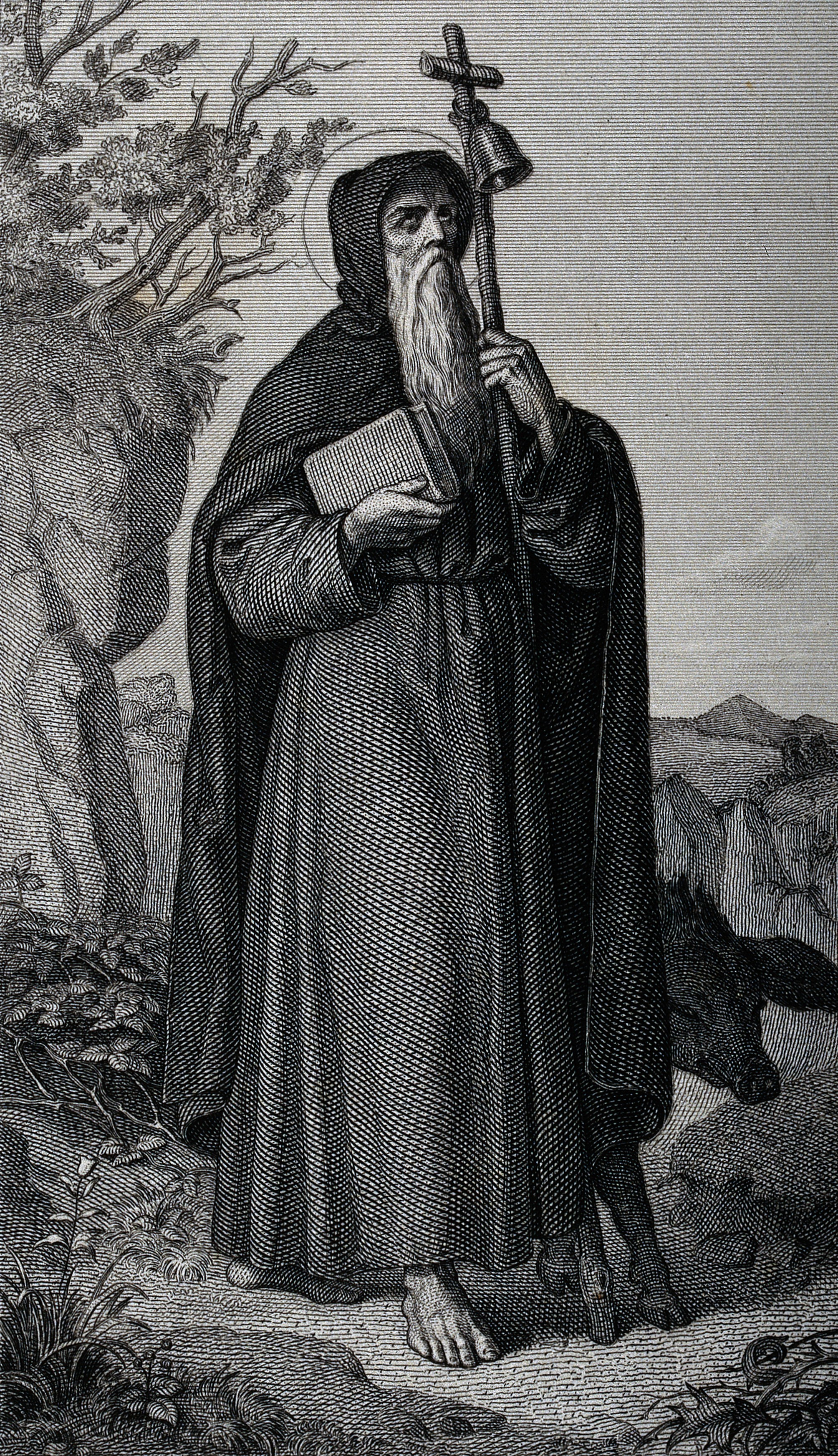
St. Antonius, Kupferstich nach Carl Clasen

Eduard Rittinghaus (* 3. April 1830 in Elberfeld; † nach 1898) war ein deutscher Kupferstecher der Düsseldorfer Schule sowie Bildhauer.

## Leben

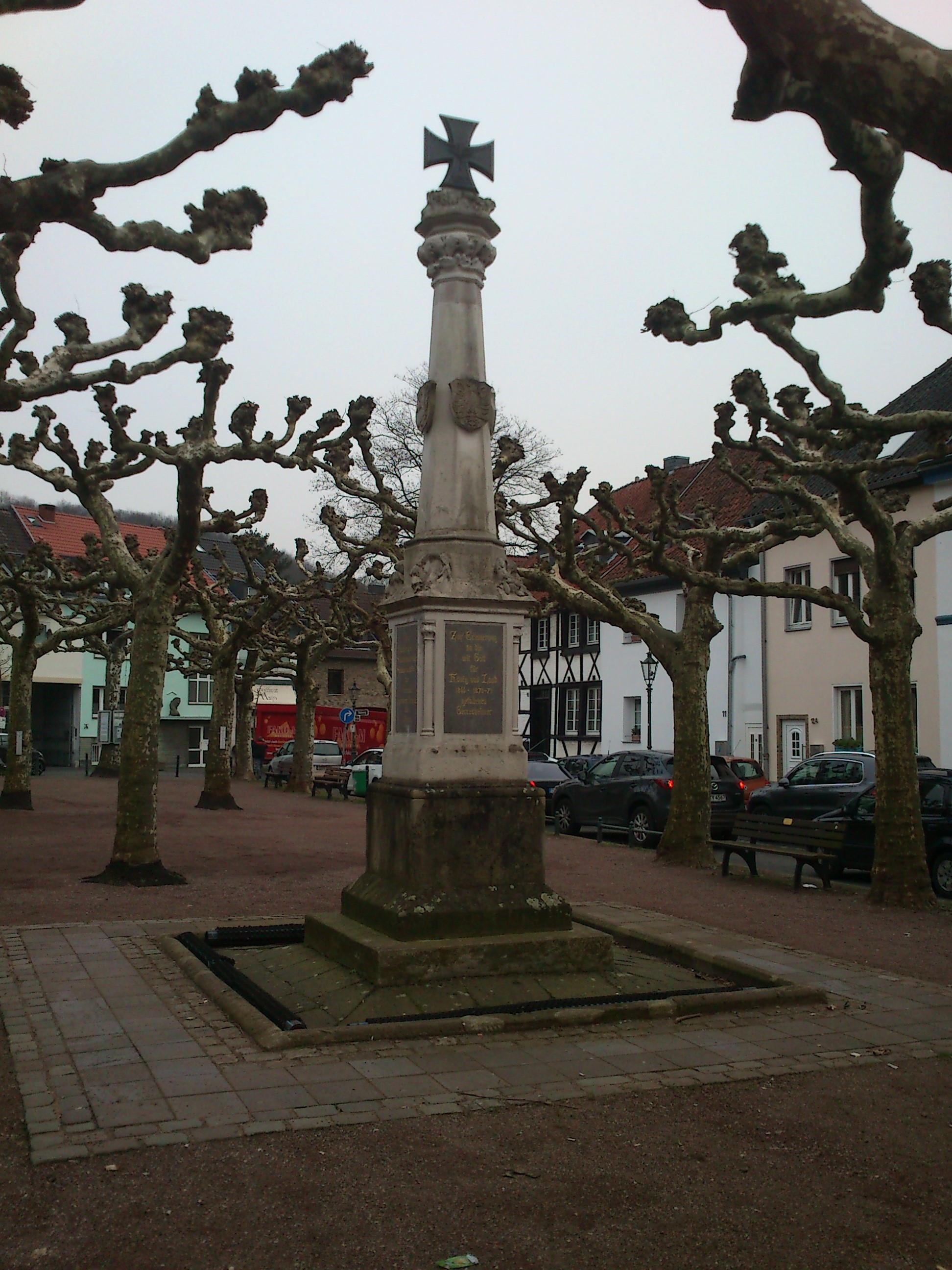
Kriegerdenkmal in Gerresheim

Rittinghaus, Sohn des Juweliers Eduard Rittinghaus (1805–1859), studierte von 1849 bis 1864 an der Kunstakademie Düsseldorf. Dort war er Schüler der Bauklasse von Rudolf Wiegmann und der Kupferstecherklasse von Joseph Keller. Rittinghaus lebte in Düsseldorf, wo er dem Künstlerverein Malkasten angehörte. Er stach mehr als 20 Platten für den Verein zur Verbreitung religiöser Bilder. Als Bildhauer schuf Rittinghaus das 1872 errichtete Kriegerdenkmal in Gerresheim.